# 프린터 명령 언어
프린터 명령 언어(Printer Command Language, PCL)은 HP에서 1984년 프린터를 제어하기 위해 처음 만들게 되었다. 인쇄기 명령어, 인쇄기 명령 언어라고도 한다. PCL 1부터 시작해 현재는 PCL 6까지 나와 있으며 여러차례 버전업 하면서 간단한 문자열 출력의 기능 위주에서 벡터 그래픽, WYSIWYG 기능등의 기능이 추가되고 있다.

## PCL 레벨
- PCL 1
- PCL 1+
- PCL 2
- PCL 3
- PCL 3+
- PCL 3GUI
- PCL 4
- PCL 5
- PCL 5e
- PCL 5c
- PCL 6 Enhanced
- PCL 6 Standard
- Font synthesis

## 같이 보기
- 밀봉형 포스트스크립트
- 고스트스크립트